# 奥村綱雄
奥村 綱雄（おくむら つなお、1903年（明治36年）3月5日 - 1972年（昭和47年）11月7日）は、昭和期の実業家。野村證券元社長・会長。野村證券中興の祖といわれる。

## 来歴・人物
1903年（明治36年）3月5日、滋賀県甲賀郡信楽町（現：甲賀市）に生まれる。生家は代々信楽焼の窯元をやっていたが、父は綱雄が6歳の時に大阪堺に移住し菓子の製造販売業を始めた。
1923年（大正12年）大阪高等商業学校（現：大阪市立大学）卒業。1926年（大正15年）に京都帝国大学経済学部卒業後、野村證券へ入社。1936年に満州視察団に参加し、1945年に取締役に就任した。1946年（昭和21年）公職追放による経営陣退陣の中、綱雄は1947年（昭和22年）に専務、1948年（昭和23年）には第3代社長に就任した。証券取引法に基づく証券業者として登録。1951年（昭和26年）に連合国との交渉の末、証券投資信託法を実現させ、委託会社の免許を受けることに成功し、財閥指定を受けた「野村」の社名を守った。1959年（昭和34年）に社長の座を瀬川美能留に譲り会長に就任し、1968年（昭和43年）に相談役に退いた。
その他には東京証券取引所理事、経済団体連合会外資問題委員会委員長、ボーイスカウト日本連盟理事長なども務めた。石坂泰三経団連会長と共に資本自由化促進の旗振り役を務めた。1972年（昭和47年）11月7日死去、享年69。

## 語録
- 「ダイヤモンドは、中央の面をかこみ、多くの面が多角的に集まって底知れぬ光を放つ。会社経営もまたかくありたい。一人の独裁でもいけないし、悪平等でもいけない。個が集まって全を形成するが、個は全あっての個であって、個あっての全ではない」[4]

## 関連事項
奥村綱雄に係る書籍
- 「財界の顔」（池田さぶろ 講談社 1952年）
- 「世に出るまで 私の実業勉強」 P55「不況時にやっとみつけた就職口 奥村綱雄」（実業之日本社 1960年）
- 「若き日の社長 現代事業家の人間形成」（海藤守著 徳間書店 1962年）
- 「財界-日本の人脈」（読売新聞社 1972年）
- 「中央公論 88(1) 1973年1月」 P190「組織的相場師 奥村綱雄の生涯 三鬼陽之助」（中央公論新社）
- 「追悼奥村綱雄」（野村證券追悼奥村綱雄編集委員会 1973年）

著作
- 「株式」（奥村綱雄著 高山書院 1948年）
- 「株式投資の手引」（奥村綱雄著 実業之日本社 1955年）
- 「僕のダイヤモンド経営」（奥村綱雄著 実業之日本社 1961年）
- 「私の履歴書 12集」 「奥村綱雄」の項（日本経済新聞社 1969年）
- 「わが半生涯」（奥村綱雄 読売新聞社 1971年）